# Тунгіро-Ольокминський район
Тунгі́ро-Ольо́кминський район (рос. Тунгиро-Олёкминский район) — район у складі Забайкальського краю Російської Федерації.
Адміністративний центр — село Тупик.

## Населення
Населення — 1341 особа (2019; 1432 в 2010, 1643 у 2002).

## Адміністративний поділ
Район адміністративно поділяється на 2 сільських поселення:
| Поселення                      | Площа, км² | Населення, осіб (2002) | Населення, осіб (2010) | Населення, осіб (2019) | Центр   | Населені пункти |
| ------------------------------ | ---------- | ---------------------- | ---------------------- | ---------------------- | ------- | --------------- |
| Заріченське сільське поселення | 185,91     | 307                    | 271                    | 248                    | Зарічне | 1               |
| Тупикське сільське поселення   | 121,86     | 1041                   | 971                    | 926                    | Тупик   | 1               |
| міжселенна територія           | -          | 295                    | 190                    | 167                    | -       | 3               |

## Населені пункти
| № | Населений пункт | Населення, осіб (2002) | Населення, осіб (2010) |
| - | --------------- | ---------------------- | ---------------------- |
| 1 | Тупик           | 1041                   | 971                    |
| 2 | Зарічне         | 307                    | 271                    |
| 3 | Середня Ольокма | 138                    | 84                     |
| 4 | Моклакан        | 116                    | 71                     |
| 5 | Гуля            | 41                     | 35                     |